# 868
| [ Edytuj tabelę ]          |                                |
| Król Anglii                | - 866 Ethelred I 871           |
| Hrabia Aragonii            | - 867 Aznar II Galíndez 893    |
| Hrabia Barcelony           | - 865 Bernard z Gocji 878      |
| Cesarz Bizancjum           | - 867 Bazyli I Macedończyk 886 |
| Chan Bułgarii              | - 852 Borys I Michał 889       |
| Cesarz Chin                | - 859 Tang Yizong 873          |
| Książę Czech               | - 850 Gościwit 870             |
| Władca Egiptu              | - 868 Ahmad Ibn Tulun 884      |
| Król Franków wschodnich    | - 855 Ludwik II Niemiecki 875  |
| Król Franków zachodnich    | - 843 Karol II Łysy 877        |
| Cesarz Japonii             | - 858 Seiwa 876                |
| Kalif                      | - 866 Al-Mu’tazz 869           |
| Król Khmerów               | - 850 Dżajawarman III 877      |
| Patriarcha Konstantynopola | - 867 Ignacy I 877             |
| Król Leónu                 | - 866 Alfons III Wielki 910    |
| Król Mercji                | - 852 Burgred 874              |
| Król Nawarry               | - 851 García Íñiguez 880       |
| Papież                     | - 867 Hadrian II 872           |
| Hrabia Portugalii          | - 868 Vimara Peres 873         |
| Cesarz rzymski             | - 850 Ludwik II 875            |
| Książę Saksonii            | - 866 Bruno 880                |
| Król Szkocji               | - 862 Konstantyn I 877         |
| Doża Wenecji               | - 864 Orso I Partecipazio 881  |
| Książę wielkomorawski      | - 846 Rościsław 870            |

Rok 868 / DCCCLXVIII
stulecia: VIII wiek ~
IX wiek ~
X wiek

lata: 858 «
863 «
864 «
865 «
866 «
867 «
868
» 869
» 870
» 871
» 872
» 873
» 878

## Wydarzenia
- Afryka
  - Ahmad Ibn Tulun, zarządca kalifa w Egipcie, zerwał z nim i założył dynastię Tulunidów.
- Europa
  - początek osadnictwa wypędzonych z Norwegii Normanów na Islandii

## Zmarli
- Changsha Jingcen – chiński mistrz chan (ur. 788)